# يوشيدا شيغه-رو
يوشيدا شيغه-رو (باليابانية: 吉田 茂) يوشيدا هو اسم العائلة (22 سبتمبر 1878 - 20 أكتوبر 1967) كان دبلوماسيا يابانيا وسياسيا شغل منصب رئيس وزراء اليابان في الفترة بين 1946 - 1947 و للمرة الثانية بين 1948 - 1954. كانت سياساته تعمل على تنشيط اليابان بعد الحرب العالمية الثانية بالاعتماد على الولايات المتحدة للحماية العسكرية.

## حياته
ولد يوشيدا في يوكوسوكا، محافظة كاناغاوا ودرس في جامعة طوكيو الإمبراطورية (حالية جامعة طوكيو) ودخل السلك الدبلوماسي عام 1906 بعد انتصار اليابان على روسيا في الحرب اليابانية الروسية. عمل كسفير لليابان في إيطاليا، والمملكة المتحدة في الثلاثينات من القرن العشرين.

## روابط خارجية
- يوشيدا شيغه-رو على موقع الموسوعة البريطانية (الإنجليزية)
- يوشيدا شيغه-رو على موقع مونزينجر (الألمانية)
- يوشيدا شيغه-رو على موقع إن إن دي بي (الإنجليزية)